# MBP
MBP là viết tắt của cụm từ Quản lý theo quy trình: (Management By Process - MBP). Bản chất là quản lý công việc theo một chu trình đã được phân tích và quy định kỹ lưỡng. Gần ngược lại so với MBO và thực chất đây chính là nền tảng của các hệ thống quản lý chất lượng ISO.

## Ưu điểm
- Đảm bảo tính tập trung cao, thậm chí tất cả đã được định vị trước
- Ít sai lạc về mọi phương diện, do đó đảm bảo các chuẩn mực đề ra; kể cả khó khăn.
- Dễ đúng chuẩn
- Kiểm soát được quy trình từ đầu đến cuối

## Nhược điểm
- Cấp dưới ít sáng tạo vì tất cả đã được quy định chặt chẽ.
- Chủ động không cao mà tính lệ thuộc cao
- Không có tính linh động cao